# Questioni platoniche
Le Platonicae Quaestiones (Πλατωνικὰ Ζητήματα) di Plutarco sono una raccolta di dieci studi esegetici su passi problematici dei dialoghi di Platone. Il titolo compare al numero 136 del Catalogo di Lampria.

## Struttura
Ogni quaestio presenta la stessa struttura. La domanda introduttiva riproduce più o meno fedelmente le parole di un dialogo, secondo quelli che sembrano due tipi di indagine: problemi relativi ad un’espressione usata da Platone, con una domanda molto breve che riprende in maniera piuttosto precisa il testo platonico; problemi suscitati da una o più sezioni del testo platonico, con una domanda in diverse righe, costituita da una parafrasi che può rivelarsi molto libera.
La VII quaestio rappresenta l’unico caso in cui la struttura domanda–ipotesi esegetiche non è rispettata, dal momento che ha come scopo dichiarato quello di descrivere il meccanismo di alcuni fenomeni fisici non approfonditi da Platone nel Timeo.

### Elenco dellequaestiones[6]
[999C] Perché mai il dio ordinò a Socrate di fare da levatrice agli altri, mentre impedì a lui di generare, come si dice nel Teeteto?
[1000E] Perché mai chiama il dio altissimo padre e creatore di tutte le cose? 
[1001C-D] Nella Repubblica il tutto è rappresentato come una linea divisa in parti diseguali. Tagliando di nuovo ogni segmento in due, quello del genere del visibile e quello dell’intelligibile, secondo la stessa proporzione, dopo averne fatti quattro in tutto, indica primo dell’intelligibile quello riguardo alle idee prime, secondo il matematico, primo del sensibile i corpi solidi, secondo le copie e immagini di questi; e assegna a ciascuno dei quattro un  criterio particolare, intelletto al primo, pensiero discorsivo al matematico, credenza ai sensibili e immaginazione a quelli di copie e immagini. Pensando a che cosa Platone divide in segmenti diseguali il tutto e quale dei due segmenti, l’intelligibile e il sensibile, è più grande? Infatti lui stesso non lo dichiara. 
[1002E-F] Perché mai, mentre dichiara che l’anima è sempre più vecchia del corpo, e causa e principio della generazione di quello, ancora dice che non potrebbe venire ad essere anima senza corpo né intelletto senza anima, ma anima in un corpo e intelletto in un’anima? 
[1003B-C] Qual è la causa per cui, pur essendoci corpi e figure rettilinei e circolari, ha preso come principi di quelle rettilinee il triangolo isoscele e lo scaleno, tra questi l’uno ha costituito il cubo che è elemento della terra, invece lo scaleno la piramide e l’ottaedro e l’icosaedro, diventando uno il seme del fuoco, uno dell’aria e uno dell’acqua; mentre ha tralasciato la questione dei circolari, pur ricordandosi della sfera nelle parole in cui dice che ciascuna delle figure enumerate sa dividere il corpo circolare in parti uguali?
[1004C] Come mai nel Fedro si dice che la natura dell’ala, dalla quale il pesante è portato in alto, tra le cose che riguardano il corpo partecipa massimamente del divino?
[1004D-E] In quale modo Platone dice che la sostituzione ciclica (ἀντιπερίστασις) del movimento, poiché non c’è il vuoto in nessun luogo, è la causa di ciò che accade in merito alle ventose mediche e alla deglutizione, e ai pesi che sono scagliati e alle correnti di acqua e i fulmini, e all’apparente attrazione verso l’ambra e la pietra Eraclea, e alle sinfonie dei suoni?
[1006B] In che senso dice Timeo che le anime sono seminate su terra e luna e tutti gli altri strumenti del tempo?
[1007E] Riguardo alle facoltà dell’anima nella Repubblica, Platone paragonando molto bene la sinfonia della parte razionale, quella collerica e quella desiderante1 all’armonia della mese, della hupate e della nete, qualora qualcuno fosse incerto se ha assegnato la parte collerica o quella razionale nel posto della mese; infatti lui stesso non l’ha indicato in questo passo.
[1009B] Perché Platone disse che il discorso si mescola da nomi e verbi? 